# Tonantzin

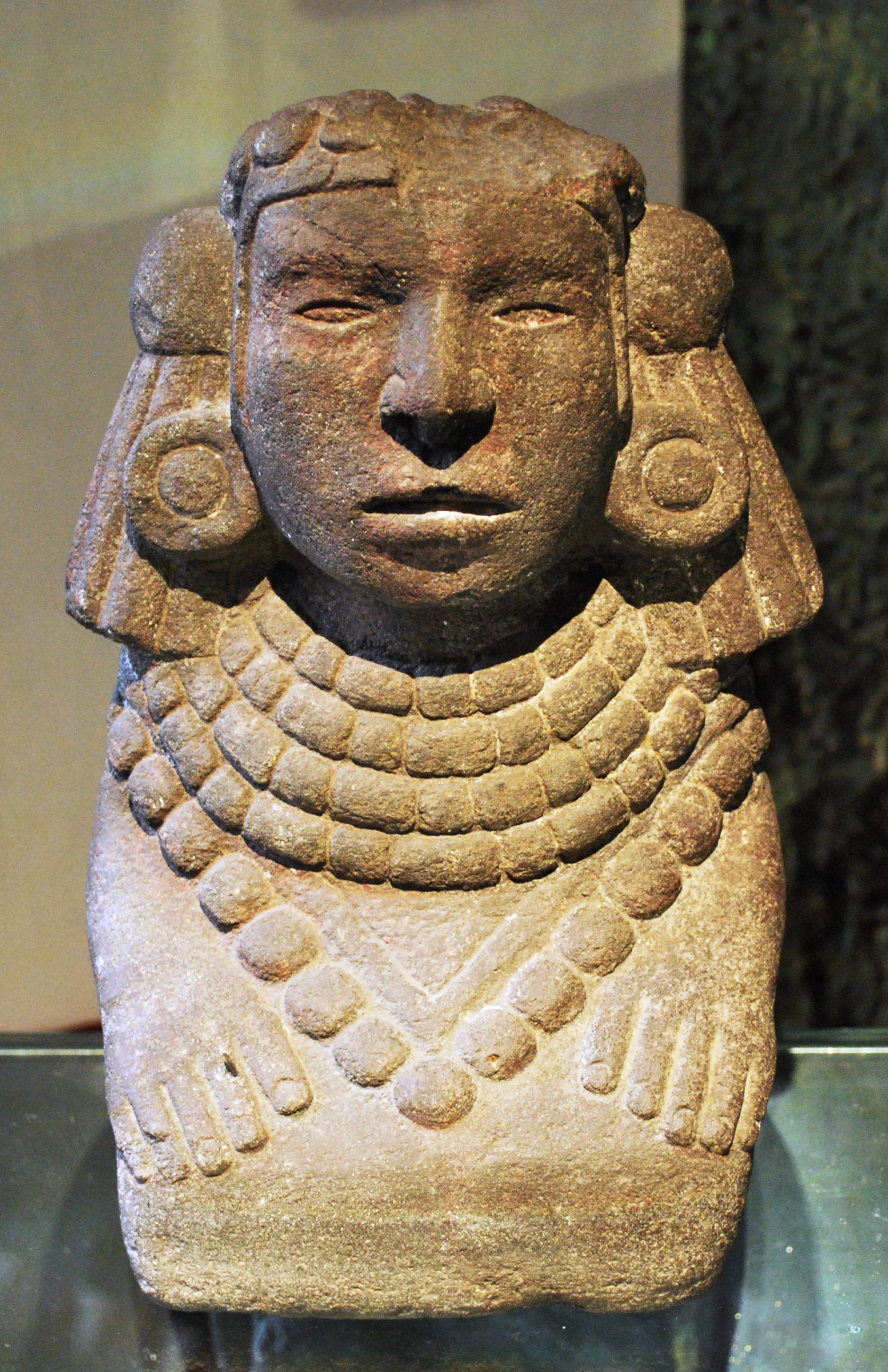
Stenen voorstelling van Tonantzin (Museo Nacional de las Intervenciones, Mexico)

Tonantzin (Nahuatl voor onze geëerde moeder) is een godin uit de Azteekse mythologie.
Tonantzin was een manifestatie van Cihuacoatl. Ze werd gezien als moeder van de mensheid. Ze was een van de meest populaire goden uit Meso-Amerika.
Op de heuvel Tepeyac in Mexico-Stad stond een tempel die aan haar gewijd was. In 1531 zou Juan Diego Cuauhtlatoatzin hier Maria aanschouwd hebben. Deze Onze lieve vrouw van Guadalupe zou uitgroeien tot beschermheilige van Mexico. Maria vertoont verschillende gelijkenissen met Tonantzin, er kan dus ook gesteld worden dat Maria de functie van Tonantzin heeft overgenomen. Tegenwoordig wordt de Maagd van Guadalupe door een aantal indianen weer vereerd als Tonantzin.